# Marcel Ernzer
Marcel Ernzer, nacido el 23 de marzo de 1926 en Esch-sur-Alzette y fallecido el 1 de abril de 2003, fue un ciclista profesional luxemburgués que fue profesional de 1949 a 1962..

## Palmarés
| 1950 - 3.º en el Campeonato de Luxemburgo en Ruta 1951 - Tour de Luxemburgo, más 1 etapa 1952 - 3.º en el Campeonato de Luxemburgo en Ruta 1953 - Campeonato de Luxemburgo en Ruta 1954 - Lieja-Bastoña-Lieja - Campeonato de Luxemburgo en Ruta - 1 etapa del Tour de Luxemburgo 1955 - Campeonato de Luxemburgo en Ruta - 1 etapa de la Vuelta a Suiza - 1 etapa de la Vuelta a Bélgica | 1956 - 2.º en el Campeonato de Luxemburgo en Ruta 1957 - 2.º en el Campeonato de Luxemburgo en Ruta 1958 - 1 etapa del Tour de Luxemburgo - 3.º en el Campeonato de Luxemburgo en Ruta 1959 - 3.º en el Campeonato de Luxemburgo en Ruta 1960 - Tour de Luxemburgo, más 1 etapa 1961 - 1 etapa del Tour de Luxemburgo - 2.º en el Campeonato de Luxemburgo en Ruta |

## Resultados en las Grandes Vueltas
| Carrera         | 1949 | 1950 | 1951 | 1952 | 1953 | 1954 | 1955 | 1956 | 1957 | 1958 | 1959 | 1960 | 1961 | 1962 |
| --------------- | ---- | ---- | ---- | ---- | ---- | ---- | ---- | ---- | ---- | ---- | ---- | ---- | ---- | ---- |
| Giro de Italia  | -    | -    | -    | -    | -    | -    | -    | Ab.  | 45.º | 33.º | 41.º | 57.º | 26.º | Ab.  |
| Tour de Francia | Ab.  | Ab.  | -    | -    | 18º  | -    | -    | 51.º | Ab.  | 16.º | 33.º | -    | 37.º | Ab.  |
| Vuelta a España | -    | -    | -    | -    | -    | -    | -    | -    | -    | -    | -    | Ab.  | -    | -    |
| Mundial en Ruta | 15.º | -    | -    | -    | 10.º | -    | -    | -    | 10.º | -    | -    | -    | -    | -    |

-: no participa

Ab.: abandono

## Equipos
- Terrot - Hutchinson (1949-1955)
- Faema - Guerra (1956-1958)
- Emi - Guerra (1959-1960)
- Gazzola - Fiorelli (1961-1962)